# Fakhita bint Abi Talib
Fākhita bint Abī Ṭālib, o Fāṭima bt. Abī Ṭālib (in arabo ﻓﺎﺧﺘـة ﺑﻨﺖ ﺍﺑﻲ ﻃﺎﻟﺐ‎?; La Mecca, ... – 661), è stata una figlia di Abū Ṭālib b. ʿAbd al-Muṭṭalib, zio di e tutore Maometto, e quindi era la cugina del Profeta.
Secondo la tradizione che privilegia il matrimonio tra cugini, ella fu chiesta in moglie da Maometto ma il matrimonio non fu concluso, probabilmente per la povertà di entrambi e per l'impossibilità quindi dello sposo di assicurare alla cugina una conveniente dote. Fākhita fu quindi data in moglie e Hubayra ibn Abī Wahb e dal loro matrimonio nacque il figlio Hānīʾ che consentì alla madre di assumere la kunya di Umm Hānīʾ.
Fu dopo essere andato in visita da lei che Maometto ebbe l'esperienza ascetica che va sotto il nome di isrāʾ e miʿrāj. 